# Sant Jaume de Remolins
Sant Jaume és una església al barri de Remolins de Tortosa catalogada a l'Inventari del Patrimoni Arquitectònic de Catalunya. L'església de Sant Jaume de Tortosa té el seu origen al segle xii i durant molts segles va ser el temple parroquial més important de la ciutat. Estava situada a l'actual plaça de Sant Jaume al llarg de la baixa edat mitjana i a l'època moderna va patir constants reformes i adobs vinculats als desperfectes que hi causaven les avingudes de l'Ebre, que també afectaven la muralla d'aquell sector de la ciutat. Va ser enderrocada després de la Guerra Civil de 1936-39 i construïda de nou a la plaça de la Immaculada de Remolins.

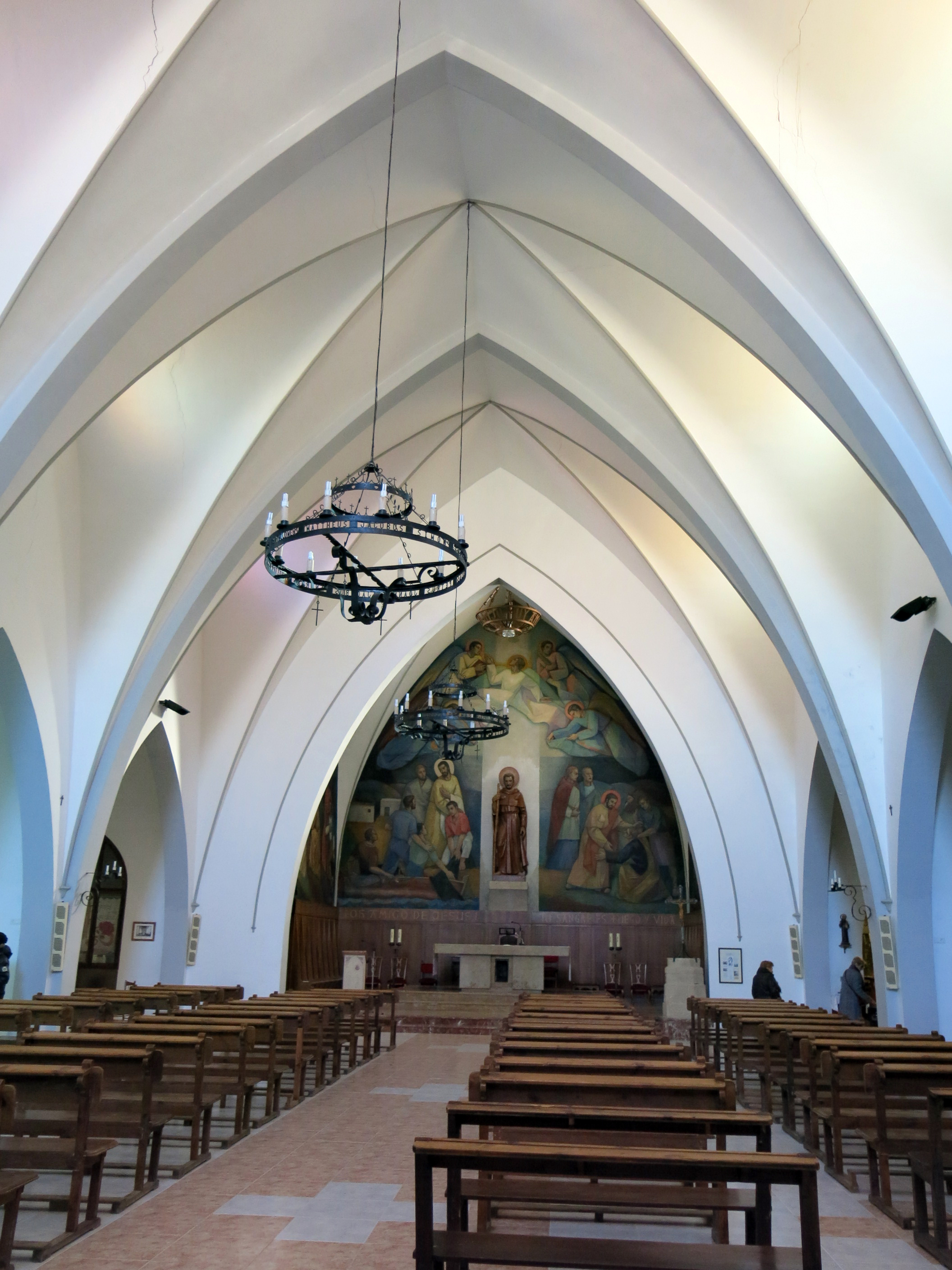
Interior de la nau

El temple actual és de planta rectangular amb presbiteri també rectangular, capelles entre contraforts i un atri als peus, sota l'espai ocupat pel cor. A la dreta del presbiteri hi ha una capella aïllada del conjunt espacial i a l'esquerra hi ha la sagristia. Els trams es troben diferenciats a la nau mitjançant arcs apuntats del tipus de diafragma que arriben fins a terra. La volta de cada tram barreja creueria i llunetes. Les capelles s'obren a la nau mitjançant arc apuntat, però tenen el sostre allindanat.
L'exterior reflecteix l'estructura interior i els contraforts de separació entre capelles són molt prims. La façana, orientada a l'oest, és molt austera i presenta només motllures emmarcant la portada que reflecteixen l'estructura interior del temple. Al nord s'aixeca un campanar massís, tot d'un cos, de galeria superior coberta amb arcades regulars i esveltes. Les finestres, només a la nau, són petites i en forma d'arc apuntat. La teulada és de doble vessant a la nau i d'un sol vessant a les capelles.